# العلاج القائم على التعلق (الأطفال)
ينطبق العلاج القائم على التعلق على التداخلات أو المداخل القائمة على نظرية التعلق، أسسه جون بولبي. ويتراوح هذا العلاج من المداخل العلاجية الفردية إلى برامج الصحة العامة إلى التداخلات المصممة خصيصًا لمقدمي رعاية التبني أو الكفالة. ورغم أن نظرية التعلق أصبحت نظرية علمية رئيسية للنمو الاجتماعي العاطفي وذات أوسع وأعمق اتجاهات البحث الحديثة في علم النفس، ما زال تطبيق نظرية التعلق السريري حتى وقت قريب يتم بدرجة أقل مقارنة بنظريات ذات أسس تجريبية أدنى بكثير. وربما يعود هذا جزئيًا إلى نقص في انتباه بولبي نفسه نحو التطبيق السريري، وجزئيًا إلى المعاني الأوسع لكلمة «تعلق» المستخدمة بين الممارسين؛ وقد يرجع الأمر جزئيًا إلى الخلط بين نظرية التعلق مع التداخلات العلمية المزيفة والمضللة باسم علاج التعلق. والمداخل المذكورة تاليًا هي أمثلة عن تطبيقات سريرية حديثة لنظرية التعلق قام بها منظرون بارزون لهذه النظرية وأطباء، وهي موجهة نحو الرضع والأطفال الذين تطور لديهم أو هم في خطر تطور أنماط تعلق غير آمن أو اضطرابات تعلق غير مرغوبة.

## المداخل العلاجية الفردية

### العلاج النفسي القائم على العلاقة بين الأبوين والطفل
إن العلاج النفسي القائم على العلاقة بين الوالدين والطفل هو مدخل مصمَّم لمعالجة العلاقة بين الأطفال بعمر 0-5 سنوات ومقدمي الرعاية لهم بعد تعرضهم لصدمة أو لحالة عالية الخطورة. تطور هذا المدخل جزئيًا من العلاج النفسي القائم على العلاقة بين الرضيع والأبوين، وهو مدخل تحليل نفسي لمعالجة علاقات الأبوين والرضع المضطربة بناء على نظرية تقول إن الاضطرابات هي تعبير عن صراعات عالقة من علاقات الوالدين القديمة. وتطرح الفكرة بمفهوم أوسع على أنها «أشباح في دار الحضانة» مشيرة إلى الوجود المستمر لأجيال من مقدمي الرعاية السابقة. وسعت أليسيا ليبرمان وزملاؤها مفهوم العلاج النفسي القائم على العلاقة بين الأبوين والرضيع إلى العلاج النفسي القائم على العلاقة بين الوالدين والطفل، وهو تداخل يعتمد على دليل علاجي موجه للعائلات المعوزة والمتعرضة لصدمة وتضم أطفالًا تحت عمر الخامسة؛ ويتوجه العلاج، بالإضافة للعلاقات المبكرة التي تعرض لها الوالدان، إلى الضغوط الحياتية الحالية والقيم الاجتماعية. يدخل العلاج النفسي القائم على العلاقة بين الأبوين والطفل نظرية التعلق في المعالجة عن طريق التفكير بكيفية تشكل روابط التعلق بين الطفل ومن يرعاه، بالإضافة إلى كيف يمكن أن تؤثر الصدمات التي يُجرى اختبارها على روابط التعلق وكيف يمكن أن تؤثر حساسية مقدمي الرعاية على سلوك الطفل. يدخل هذا العلاج أيضًا نظريات النمو، وذلك بالتفكير بتأثيرات عوامل الخطورة والعلاج على النمو البيولوجي والنفسي والاجتماعي والثقافي لكل من الطفل ومن يقدم الرعاية له.
إن «المريض» هنا هو العلاقة بين الطفل ومن يقدم الرعاية له. والهدف الرئيسي للعلاج النفسي القائم على العلاقة بين الأبوين والطفل هو دعم علاقة الوالد والطفل لتعزيز الوظائف الإدراكية والاجتماعية والسلوكية والنفسية. يقدم العلاج النفسي القائم على العلاقة بين الأبوين والطفل بجلسة واحدة أسبوعيًا مدتها ساعة إلى ساعة ونصف، لمدة عام كامل، للطفل ولراعيه. في العلاج، تُقدم للطفل ومقدم الرعاية معادلة ثلاثية، تساعدهم في تصور كيفية تأثير التجارب على السلوكات والمشاعر وكيف سيستهدف العلاج هذه السلوكات والمشاعر لتغير بدورها هذه التجارب. يشجع العلاج النفسي القائم على العلاقة بين الأبوين والطفل على اللعب المشترك والتواصل الجسدي والتواصل بين الطفل وراعيه. ويكون دور المعالج توجيه العلاج وتفسير الافكار والسلوكات والدعم العاطفي للطفل وراعيه.
يدعم العلاج النفسي القائم على العلاقة بين الأبوين والطفل خمس تجارب عشوائية تظهر كفاءتها في زيادة أمن التعلق والتعاطف الأمومي وتصحيح أهداف الشراكة. بينت الدراسة أيضًا وجود انخفاض في سلوكات التجنب والممانعة والغضب. أُجريت هذه التجارب على مجموعات منخفضة الدخل وعائلات متعرضة لسوء المعاملة وعائلات فيها الأمهات مكتئبات وعائلات يتعرض فيها الأطفال لعنف منزلي.
يُجرى التدريب على العلاج النفسي القائم على العلاقة بين الأبوين والطفل من خلال شبكة علاج الصدمة المبكرة، وهي قسم من إدارة خدمات سوء استخدام الكحول والعقاقير والصحة العقلية التابع للشبكة الوطنية لاضطرابات الصدمة عند الأطفال، ويستمر التدريب لمدة 18 شهرًا.

## مدخل «الدائرة الآمنة»
هو مدخل علاج نفسي وتثقيف للوالدين طوره جلين كوبر وكينت هوفمان وروبرت مارفين وبيرت باول، وقد صمم لتحويل نماذج تفاعلات التعلق والرعاية الإشكالية أو التي في مرحلة الخطورة إلى سبل نمائية أكثر ملاءمة. قيل بوضوح إنه مبني على نظريات التعلق المعاصرة وما ينسجم معها من النظريات النمائية؛ وبناها الجوهرية هي أفكار إينسورث عن القاعدة الآمنة وملاذ الأمان (إينسورث وآخرون، 1978). يهدف هذا البروتوكول إلى عرض هذه الأفكار للأبوين بطريقة سهلة الاستعمال ومنطق سليم يمكنهم فهمه إدراكيًا وعاطفيًا، ويتم ذلك مع تمثيل مرسوم على شكل دائرة، والتأكيد على ضرورة الموازنة بين حاجة الطفل لاستكشاف الاستقلال والبحث عن الراحة من قبل راعيه. في أعلى الدائرة تمثيل لدعم الراعي لاستقلالية الطفل وإتقانه استكشاف العالم مستقلًا، فيكون مقدمو الرعاية بمثابة قاعدة آمنة للطفل الذي يعتمد عليهم وينظر إليهم بصفتهم مصدر الإرشاد. وتستمر الدائرة إلى النصف السفلي، إذ يلعب مقدمو الرعاية دور إراحة الطفل عند حاجته لذلك أو الحماية والدفء؛ إذا وازن الوالدان بين جانبي الدائرة، فعلاقتهم مشابهة لعلاقة الوالدين والطفل الآمنة والمنظمة، وإن لم يكن هناك توازن، فهناك دائرة محدودة من الأمن تفرض حدودًا على علاقات الطفل والوالدين، وينتج عنها علاقات تعلق غير آمنة وغير منظمة بين الوالدين والطفل. حتى الآن، وُجّه هذا المدخل العلاجي إلى أطفال قبل عمر المدرسة حتى عمر 4 سنوات واختُبر عليهم.
إن الهدف الأساسي لهذا التدخل هو مساعدة مقدمي الرعاية ليصبحوا «أكبر وأقوى وأكثر حكمة وألطف». تسلط العبارة «دائرة الأمن»، التي أصبحت رمزًا لهذا المدخل، الضوء على المبادئ الرئيسية لهذا التداخل، ويمكن تلخيص هذه الأهداف في هذه الغايات الرئيسية:
1. زيادة حساسية مقدمي الرعاية واستجابتهم المناسبة لإشارات الطفل التي تنطلق بعيدًا نحو الاستكشاف، وتعود راجعة نحو الراحة والطمأنينة؛
2. لزيادة قدرتهم على التأمل بسلوكاتهم وسلوكات أطفالهم وأفكارهم ومشاعرهم في ما يخص تعلقهم؛ وتفاعلهم أثناء الرعاية؛
3. والتأمل بالتجارب في تاريخهم والتي تؤثر على نموذج رعايتهم الحالي، وتهدف هذه النقطة الأخيرة لمعالجة الاستراتيجيات الدفاعية الخاطئة لمقدمي الرعاية.[13]

أما مبادئها الجوهرية الأربعة فهي: إن نوعية تعلق الطفل بالوالد يلعب دورًا بارزًا في مسار حياة الطفل، وإن التغيير الدائم ينتج عن تغيير الوالدين لنماذج رعايتهم أكثر من كونه ناتج عن تعلمهم تقنيات جديدة لإدارة سلوكات أطفالهم، وإن دور علاقة الوالدين يمكن أن تُحسّن إلى أبعد مدى إذا كانت تصرفاتهم هم أنفسهم ضمن علاقة «قاعدة آمنة»، وإن هذه التداخلات المصممة لتحسين نوعية تعلق الطفل بالوالد ستكون فعالة خصوصًا إذا كانت مركزة على مقدم الرعاية وقائمة على نقاط القوة والصعوبات لكل ثنائي طفل-والد.
يركز هذا التداخل على مقدم الرعاية الأولي والطفل، وهناك تقييم أولي يستخدم إجراء «الحالة الغريبة» (إينسورث 1978)، وعمليات المراقبة ومقابلات الفيديو باستخدام مقابلة «النمو الأبوي» (عبير وآخرون 1989) ومقابلة «تعلق البالغين» (جورج وآخرون، 1984) واستبانات لمقدم الرعاية تتعلق بالطفل. يُصنف نموذج تعلق الطفل إما باستخدام تصنيف إينسورث أو نظام تصنيف التعلق ما قبل المدرسي. ثم يُصمم العلاج بشكل شخصي وفق كل نموذج من ثنائيات تعلق طفل-والد؛ ويتكون البرنامج من 20 جلسة أسبوعية تستمر لمدة 75 دقيقة؛ وتكون في مجموعات لا تزيد عن 6 ثنائيات طفل-والد، ويسمح عدد المجموعات القليل للآباء بالمراقبة والتعلم من أقرانهم بالتوازي مع الاستمرار في خطة العلاج الشخصية. ويتألف العلاج الفعلي من تلقيم راجع على شكل موجز فيديو قصير ونقاشات تثقيفية نفسية وعلاجية؛ إذ يتعلم مقدم الرعاية ويفهم ثم يمارس مهارات مراقبة واستدلال في ما يخص استجاباتهم الرعائية وسلوكات أطفالهم التعلقية. ولاستفادة أكثر من هذا النظام سهل الاستخدام ضمن هذا المدخل العلاجي، طور المعالجون أداة «الموسيقا الصاخبة»، إذ يشغلون خلال مقاطع فيديو التغذية الراجعة موسيقا شديدة عند ظهور سلوك إشكالي من قبل الطفل أو الوالد؛ وتهدف الموسيقا إلى الإشارة للسلوك الذي يثير المسألة أمام مقدمي الرعاية من مجموعة الشهود، إذً لا ينظر بعضهم إلى بعض السلوكات على أنها إشكالية، وهذا يساعدهم في معرفة ما هو جيد من غيره.
إن المعالج قادر على تحليل نمط الرعاية لكل ثنائي من خلال التقييم الأولي، ومنه يصيغ خطة علاجية شخصية بناء على الحساسية التي يظهرها الوالد. ويشير مدخل «دائرة الأمن» العلاجي إلى وجود ثلاثة أنواع من الحساسيات تشاهد لدى مقدمي الرعاية، ويمكن للعديد أن يعبروا عن أكثر من واحدة، لكن دومًا هناك حساسية معينة تسود أكثر من غيرها.